# Assalská proláklina
Assalská proláklina je nejníže položené místo na povrchu afrického kontinentu, 155 metrů pod úrovní světového oceánu. Nachází se na východě Afriky ve státě Džibutsko a je součástí Afarské pánve. Oblast je tektonicky aktivní. Na dně prolákliny se nachází bezodtoké slané jezero Assal.